# Elenco delle liriche del Canzoniere (Petrarca)
Questo è un elenco delle liriche contenute nel Canzoniere di Francesco Petrarca, codificate come RVF (dal titolo originale dell'opera Rerum vulgarium fragmenta) ordinabili per codice, nome o tipologia.
La raccolta comprende 366 (365, come i giorni in un anno, più uno introduttivo: "Voi ch'ascoltate") componimenti: 317 sonetti (86,5%), 29 canzoni (8%), 9 sestine (2,5%), 7 ballate (2%) e 4 madrigali (1%). La maggior parte delle rime del Canzoniere è d'argomento amoroso, mentre una trentina sono di argomento morale, religioso o politico.